# Hofen
Hofen es una localidad y antigua comuna suiza del cantón de Schaffhausen. Limitaba al norte y al este con la comuna de Tengen (GER-BW), al sur con Bibern, al suroeste con Opfertshofen, y al noroeste con Altdorf.
La antigua comuna fue absorbida por la comuna de Thayngen al igual que las antiguas comunas de Altdorf, Bibern y Opfertshofen. La fusión es efectiva a partir del 1 de enero de 2009.